# Ginnastica ai Giochi della XXVIII Olimpiade - Corpo libero maschile

## Finale
| Posiz | Ginnasta                  | Valore Partenza | Cina (bandiera) | Lettonia (bandiera) | Portogallo (bandiera) | Corea del Nord (bandiera) | Ungheria (bandiera) | Israele (bandiera) | Penalità | Totale |
| ----- | ------------------------- | --------------- | --------------- | ------------------- | --------------------- | ------------------------- | ------------------- | ------------------ | -------- | ------ |
|       | Kyle Shewfelt Canada      | 10.00           | 9.85            | 9.80                | 9.75                  | 9.80                      | 9.80                | 9.75               | —        | 9.787  |
|       | Marian Drăgulescu Romania | 10.00           | 9.70            | 9.80                | 9.85                  | 9.75                      | 9.80                | 9.80               | —        | 9.787  |
|       | Jordan Jovtchev Bulgaria  | 10.00           | 9.80            | 9.80                | 9.70                  | 9.85                      | 9.70                | 9.75               | —        | 9.775  |
| 4     | Gervasio Deferr Spagna    | 10.00           | 9.80            | 9.70                | 9.80                  | 9.65                      | 9.70                | 9.65               | —        | 9.712  |
| 5     | Paul Hamm Stati Uniti     | 10.00           | 9.70            | 9.80                | 9.70                  | 9.65                      | 9.70                | 9.75               | —        | 9.712  |
| 6     | Daisuke Nakano Giappone   | 10.00           | 9.70            | 9.75                | 9.70                  | 9.70                      | 9.75                | 9.55               | —        | 9.712  |
| 7     | Isao Yoneda Giappone      | 10.00           | 9.65            | 9.70                | 9.65                  | 9.75                      | 9.65                | 9.65               | —        | 9.737  |
| 8     | Morgan Hamm Stati Uniti   | 10.00           | 9.70            | 9.80                | 9.75                  | 9.75                      | 9.75                | 9.75               | 0.10     | 9.650  |